# Andrzej Kominek (językoznawca)
Andrzej Kominek (ur. 1962) – polski językoznawca, doktor habilitowany nauk humanistycznych.

## Życiorys
W 1988 r. ukończył studia filologii polskiej w Wyższej Szkole Pedagogicznej w Kielcach, w 1998 r. obronił pracę doktorską pt. Językowy obraz Kościoła rzymskokatolickiego w tekstach różnych orientacji politycznych w Polsce w latach 1970-1989 (publicystyka, eseistyka, teksty dokumentalne), której promotorem była prof. Jadwiga Sambor, w 2011 r. habilitował się na podstawie pracy zatytułowanej Metafory prawa moralnego w dyskursie religijno-etycznym. Studium lingwistyczno-kognitywne. 
Został pracownikiem naukowym na Uniwersytecie Jana Kochanowskiego w Kielcach.